# Костюмований бал 1903 року

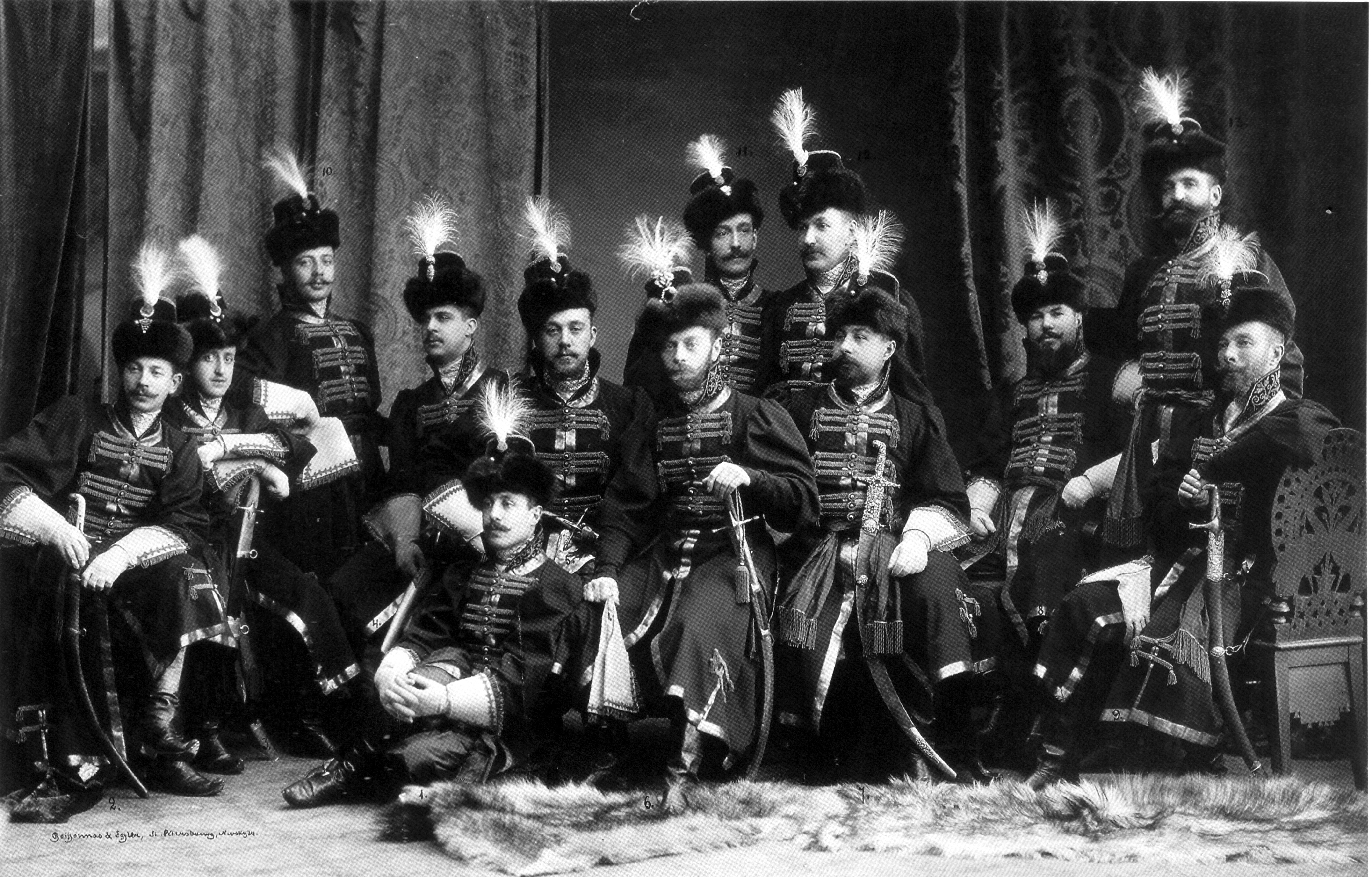
Офіцери Преображенського лейб-гвардії полку

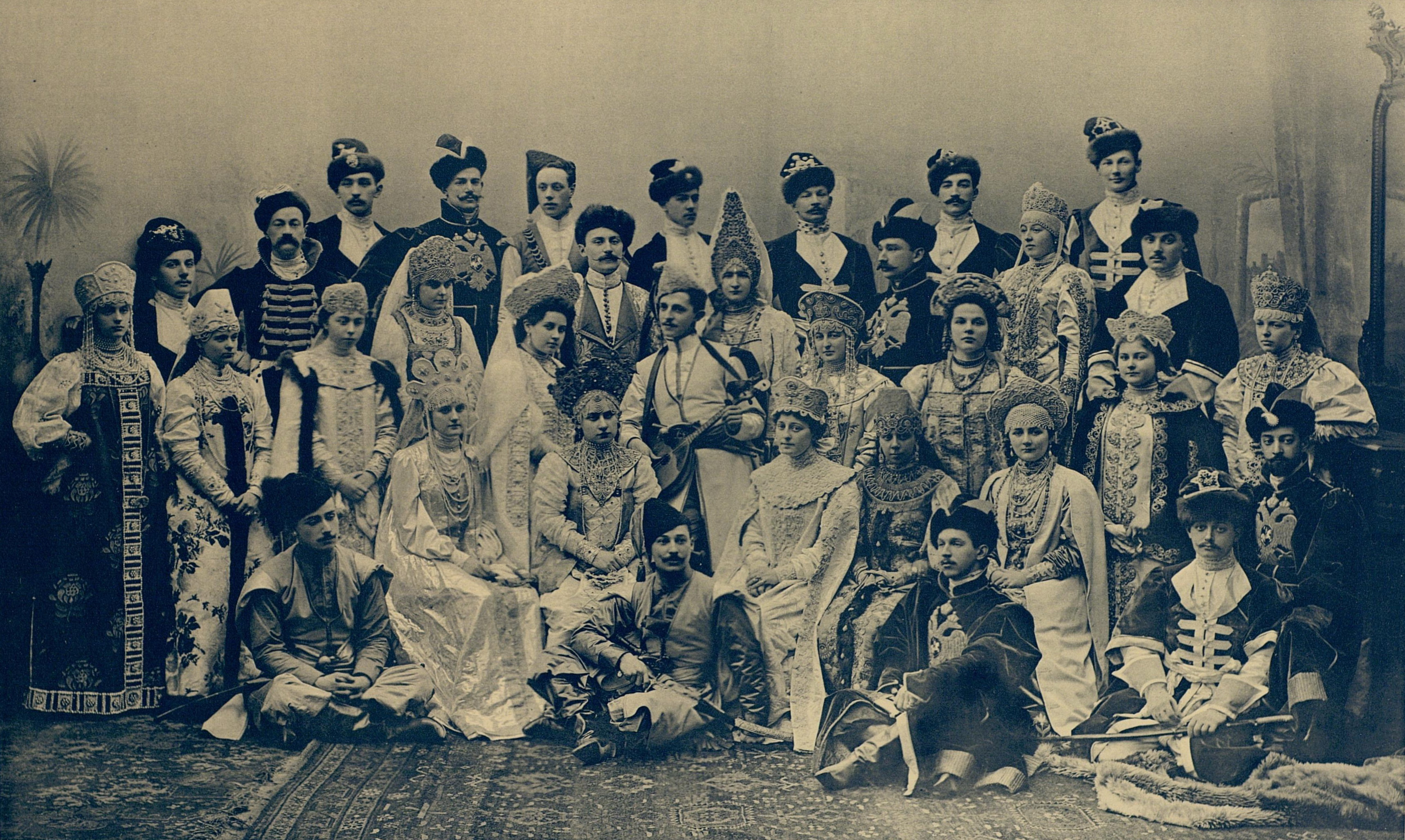
Гості балу

Костюмований бал, що відбувся в Зимовому палаці 11 (24) лютого і 13 (26) лютого 1903 — маскарад, під час якого вся знать Російської імперії була присутня в костюмах допетровського часу. Ці костюми дійшли до нашого часу відображеними в фотографіях, які є цінним історичним джерелом. До теперішнього часу цей бал залишається найвідомішим святом в Санкт-Петербурзі часів царювання Миколи II. У деяких джерелах названий останнім балом в Зимовому палаці, що є помилкою, останній бал там відбувся у січні 1904.

## Костюми
Костюми для балу створювалися заздалегідь за спеціальними ескізами художника Сергія Соломко та з залученням консультантів і коштували купу грошей. Сучасники також відзначають величезну кількість коштовностей, якими були обсипані гості.

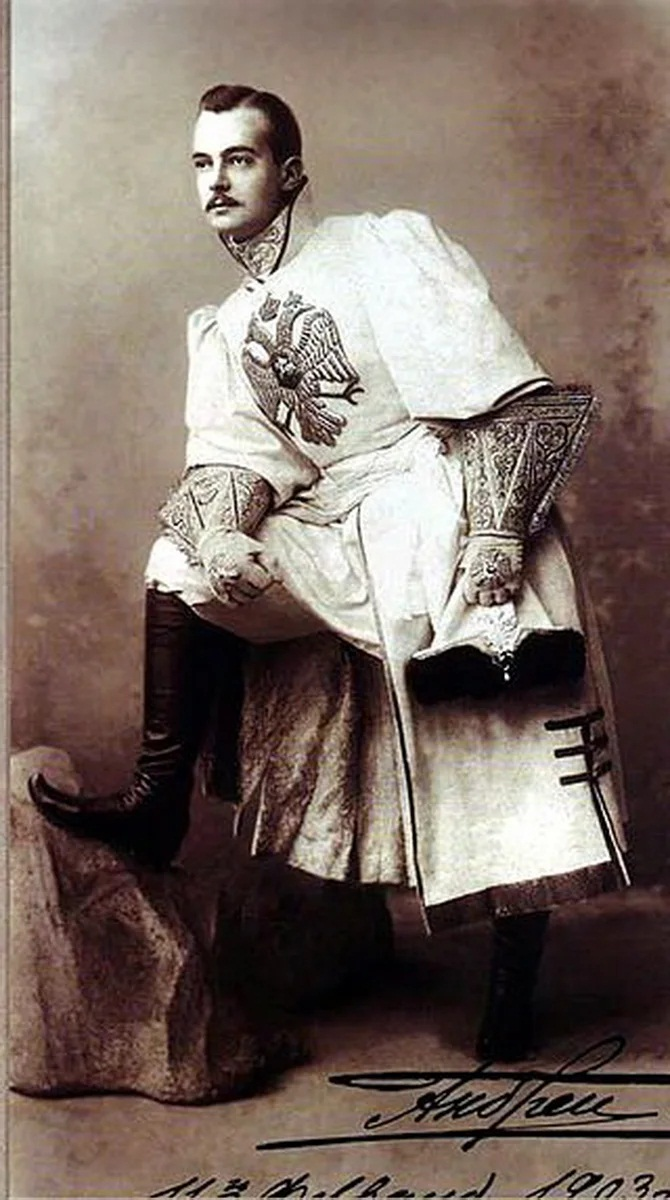
Вел. кн. Андрій Володимирович
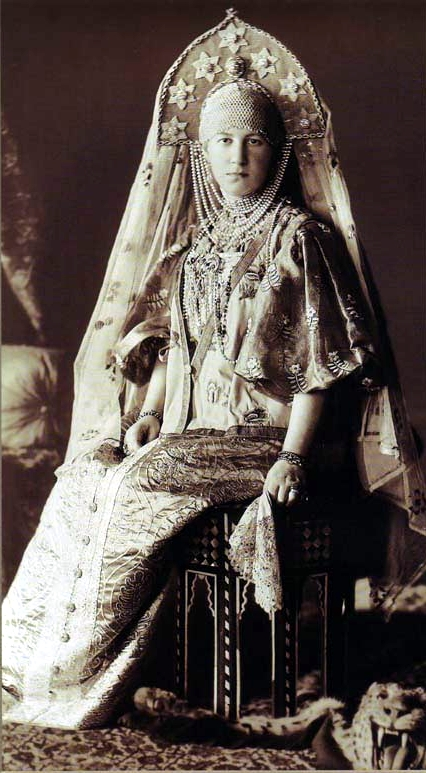
Вел. кн. Марія Георгіївна
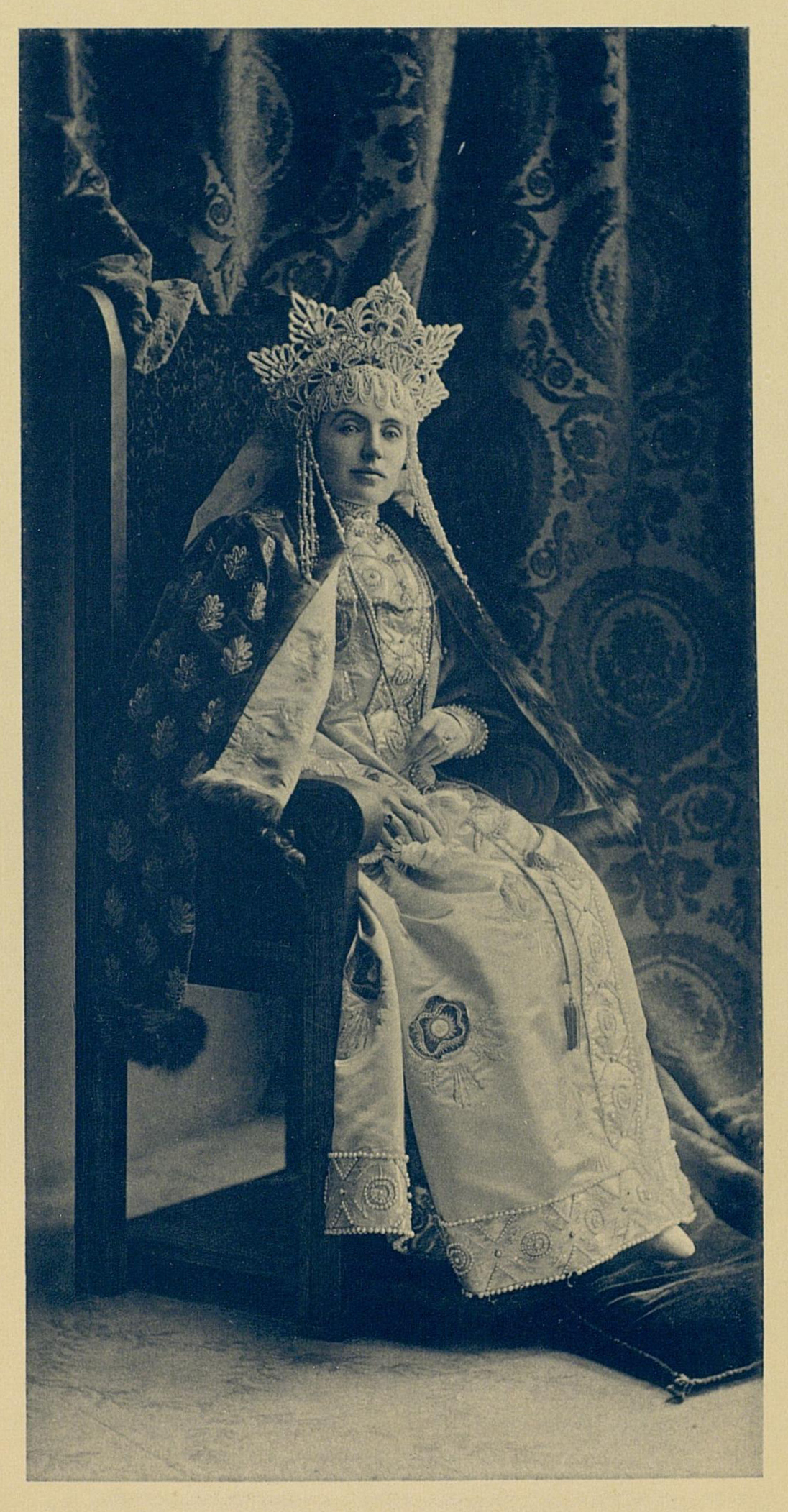
Баронеса Емма Фредерікс
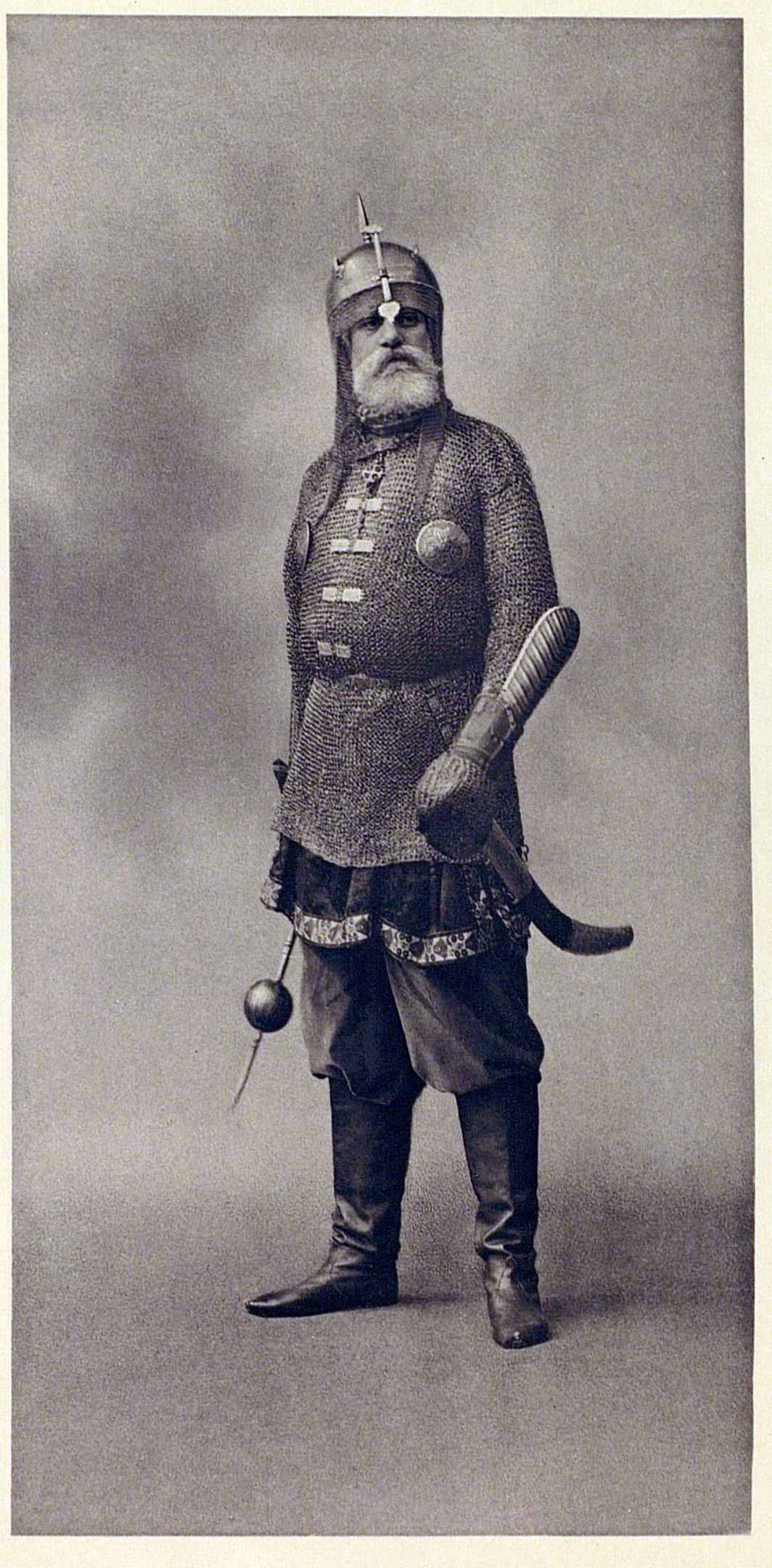
Генерал Феофіл Мейєндорф
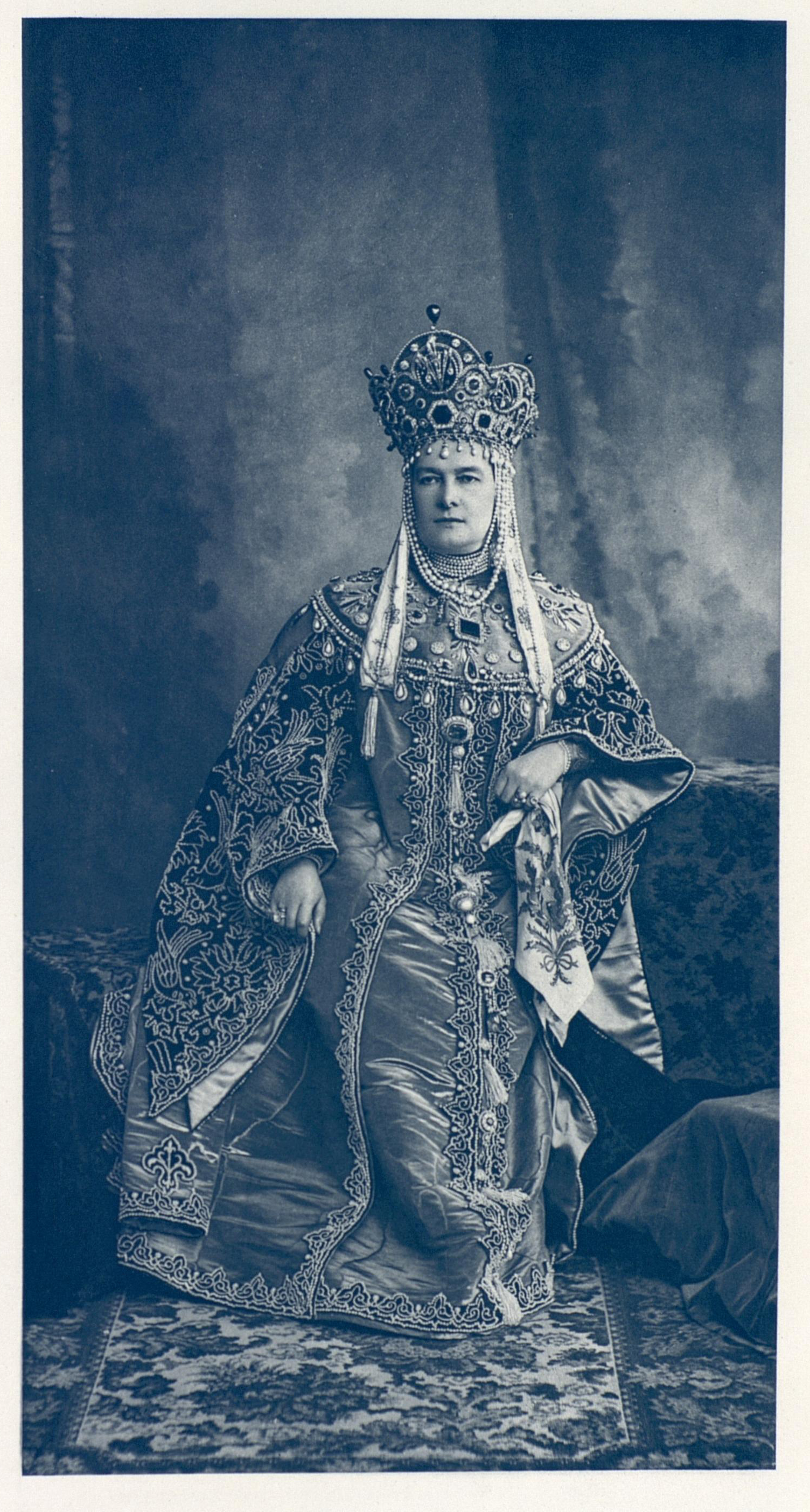
Марія Мекленбург-Шверінська
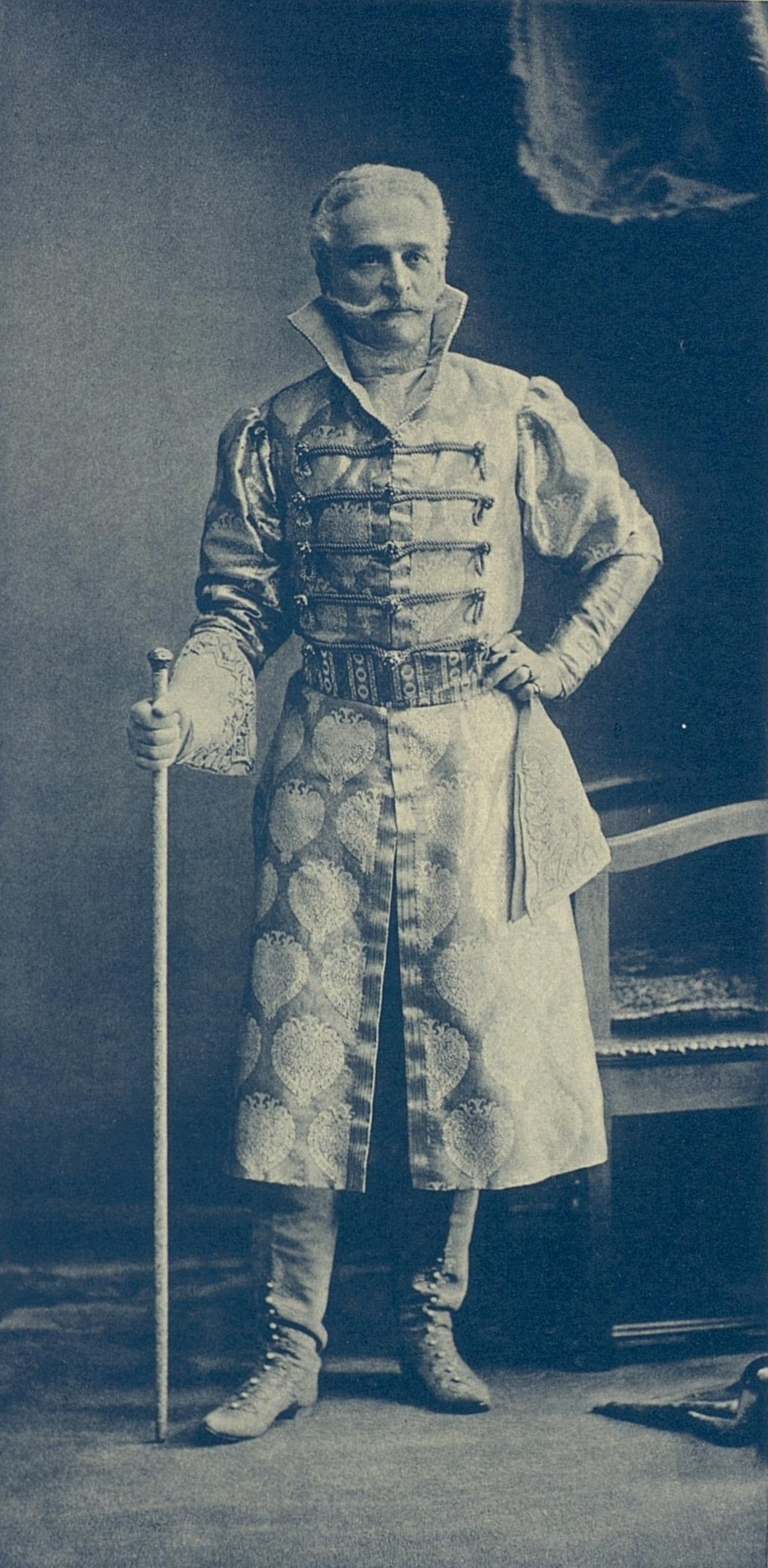
Горчаков Костянтин Олександрович
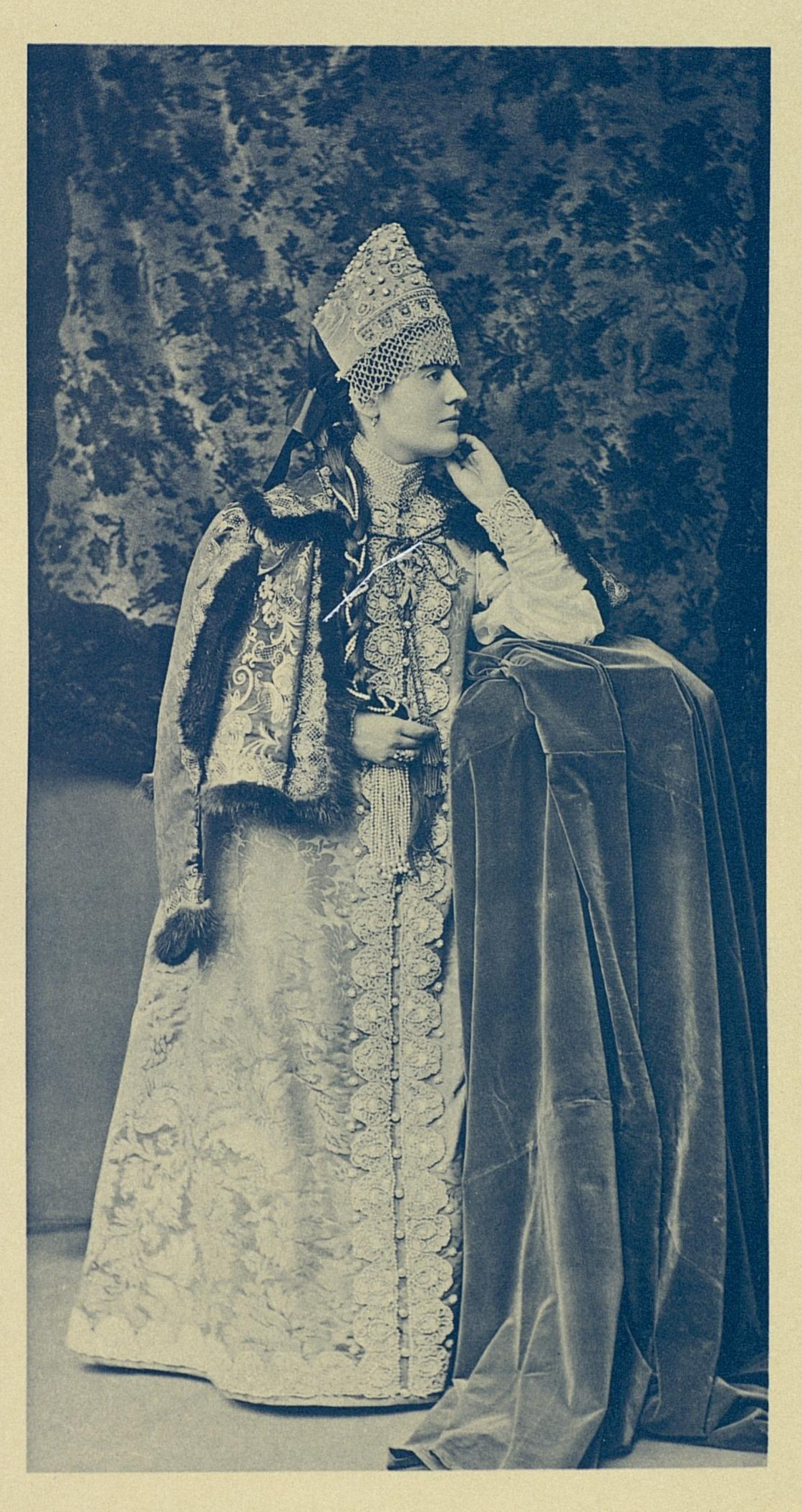
Марія Миколаївна Воєйкова
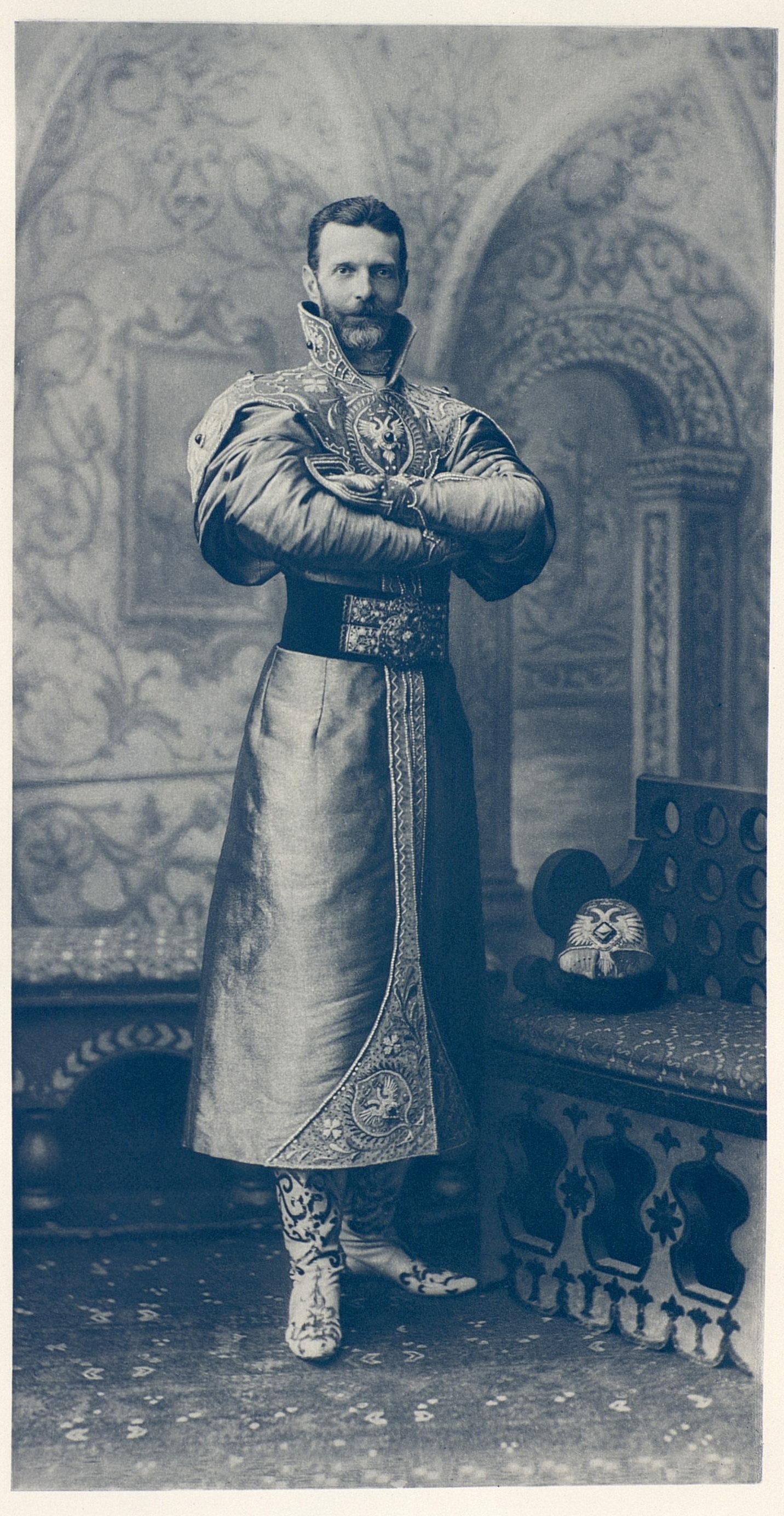
Вел. кн. Сергій Олександрович
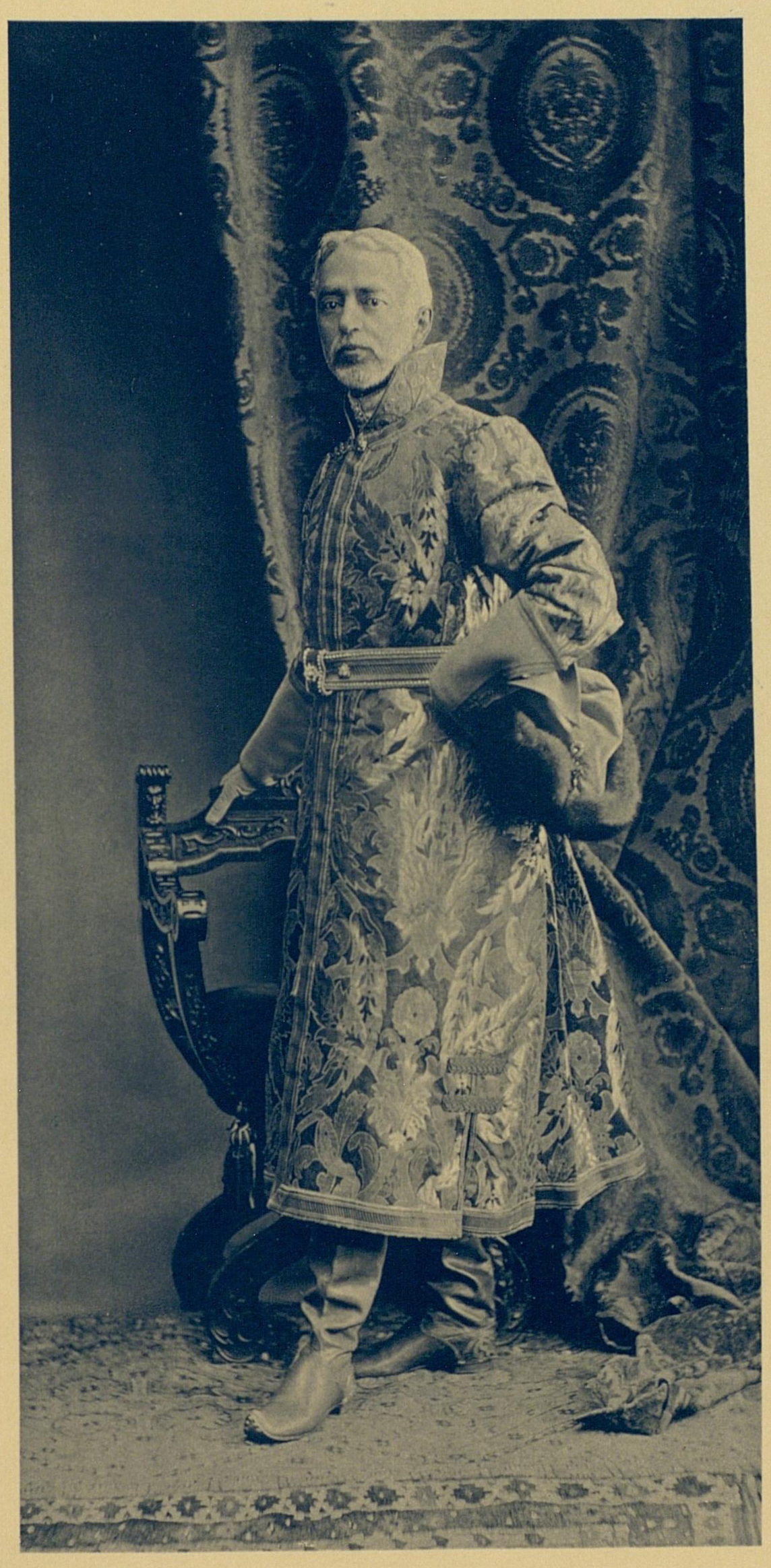
Обер-гофмейстер Шервашидзе Георгій Дмитрович
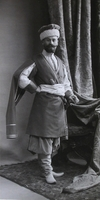
Офіцер Кінно-гренадерського полку Віднес Борис Андрійович
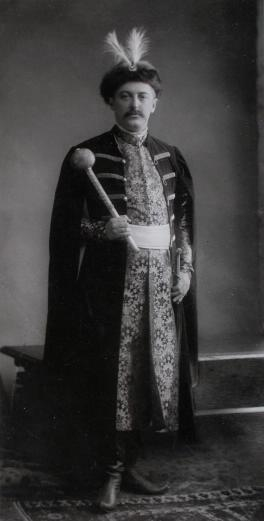
Генерал, князь Кочубей Віктор Сергійович
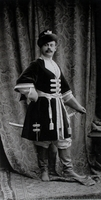
Ротмістр гвардії Воєйков Володимир Миколайович
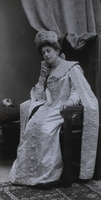
Графиня Зарнекау, Катерина Костянтинівна
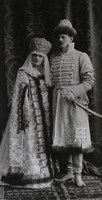
Олександр Бєляєв зі своєю дружиною
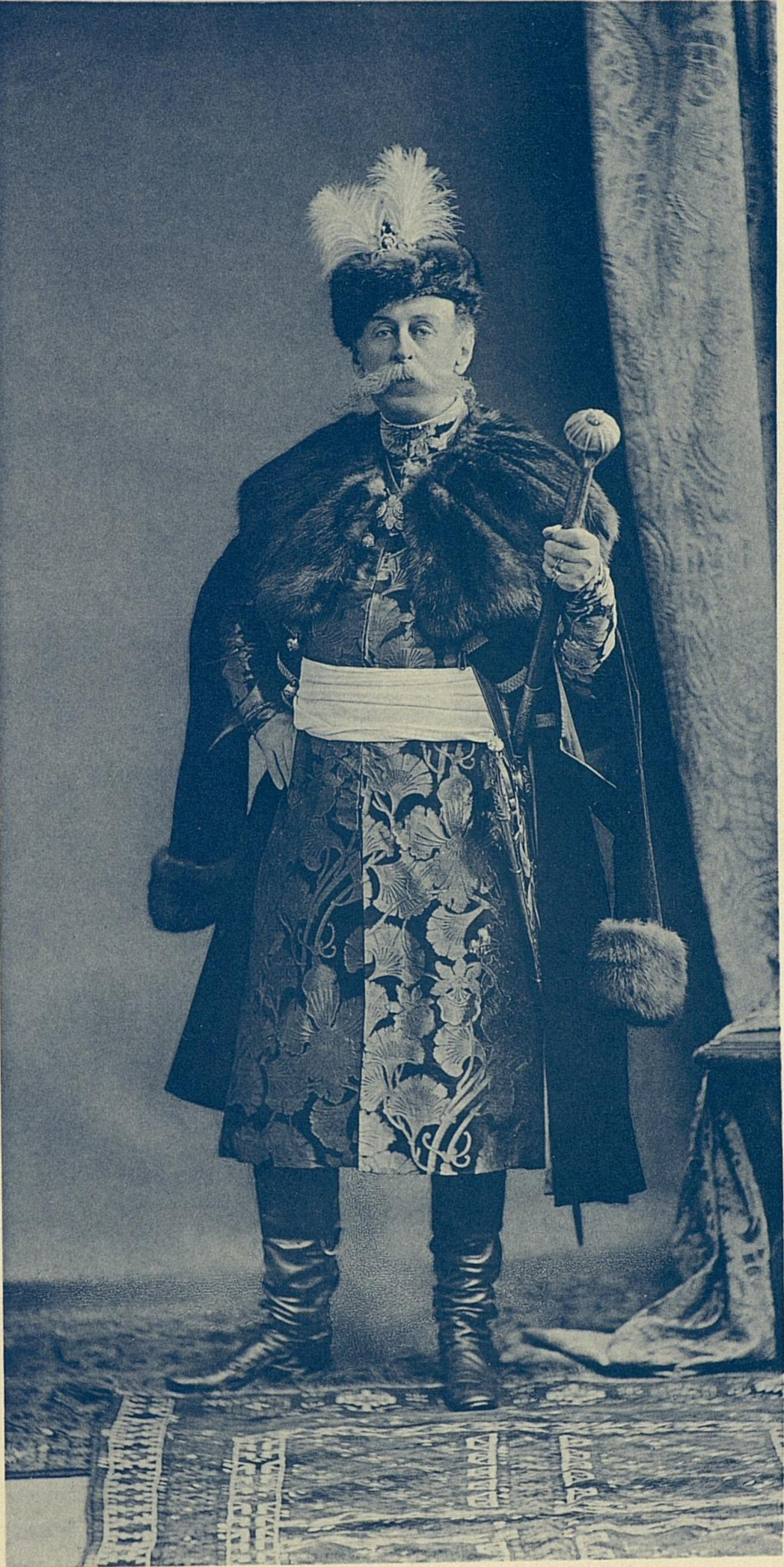
Міністр імператорського двору барон Фредерікс Володимир Борисович
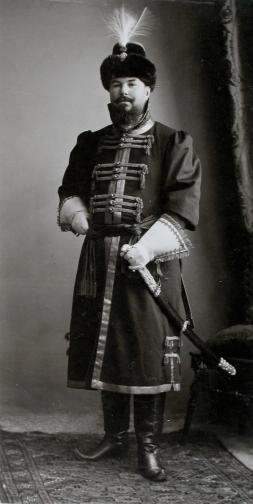
Офіцер Преображенського полку Навроцький Сергій Сергійович
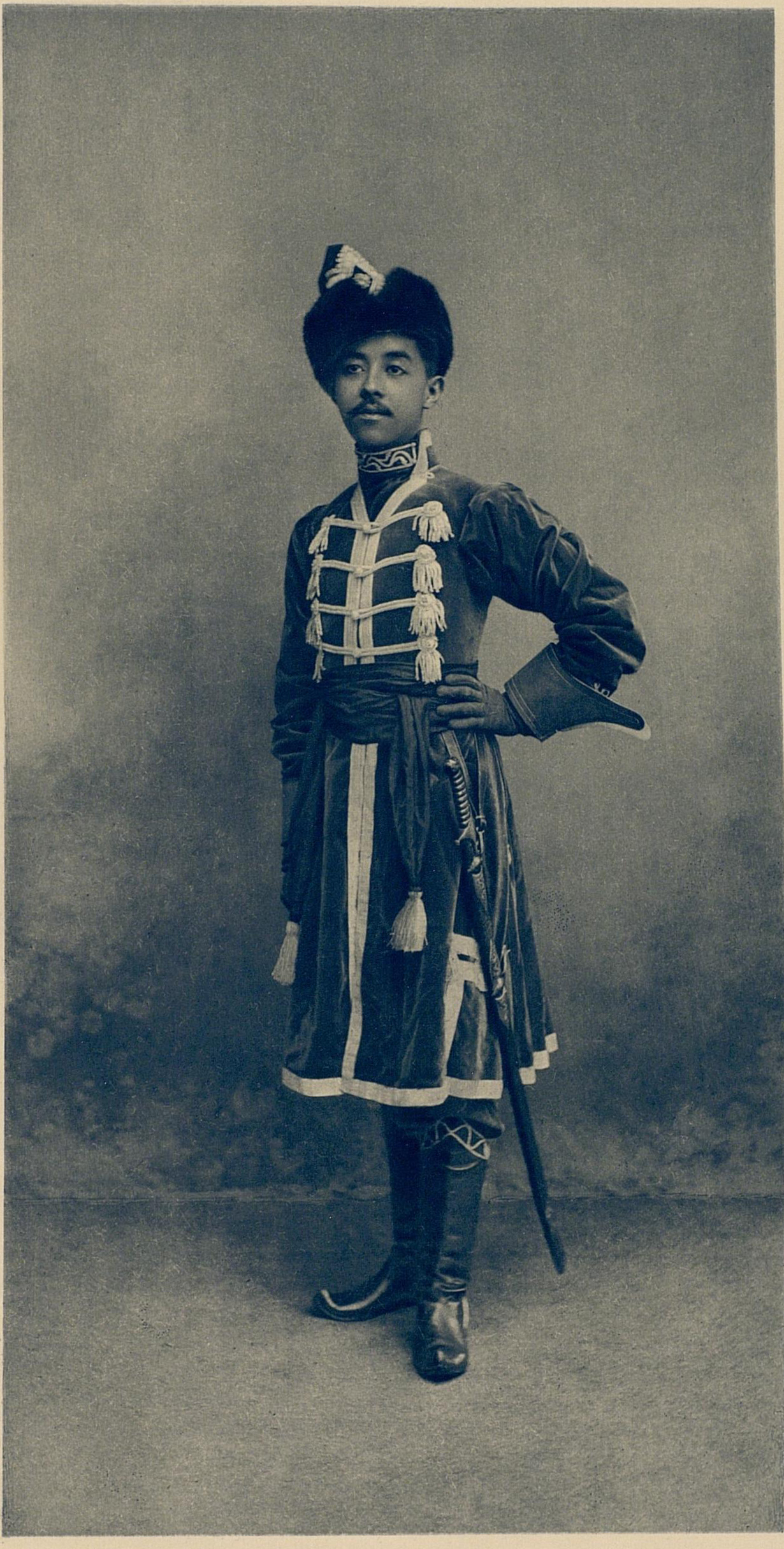
Принц Сіаму (тепер Таїланд) Чакрабонґсе Буванаф

Кілька костюмів, в які були одягнені учасники цих святкувань, збереглися у фондах Ермітажу. Вони надійшли до музею з різних джерел: з палаців, що належали членам імператорської родини (Зимового і Ново-Михайлівського), з особняків петербурзької знаті (Юсупових, Голіциних, Бобринських) .

## У культурі
- У 1911 на німецькій фабриці карткових ігор фірми Дондорф (Франкфурт-на-Майні) розроблені ескізи для колоди гральних карт «Російський стиль» — з фігурами в костюмах, які повторюють костюми учасників балу. Карти віддруковані в Петербурзі на Олександрівській мануфактурі, їх вихід приурочили до святкування 300-річчя дому Романових.
- Один з костюмів королеви Амідали («Зоряні війни. Епізод II. атака клонів») — золотий дорожній костюм (Gold Travel Costume) заснований на російській народному костюмі з кокошником[2], відомому на заході по знімках з костюмованого балу.
- Режисер Олександр Сокуров присвятив кілька хвилин у своєму фільмі «Російський ковчег» (2001) цьому балу.